# Стадион Ливајс
Стадион Ливајс (енгл. Levi's Stadium) је вишенаменски (фудбал, атлетика) стадион који се налази у Санта Клара, САД. Служи као стадион домаћин екипе америчке фудбалске лиге СФ 49, која се налази у Санта Клари, Калифорнија, САД.

## Историја стадиона
Званична церемонија постављања темеља за стадион одржана је 19. априла 2012. .
8. маја 2013. Леви Штраус & Цо. из Сан Франциска стекао је права на назив новог стадиона. Према споразуму, компанија је граду Санта Клара и клубу СФ 49 потписала обавезу да исплати 220,3 милиона долара током 20 година, а Леви Штраус има право да продужи уговор за још пет година за додатних 75 милиона долара ..
Стадион Левиес отворен је 17. јула 2014. године . Први спортски догађај одржан на новом стадиону била је фудбалска утакмица МЛС 2. августа 2014, у којој је Сан Хозе ертквејкс победио Сијатл соундерсе са 1:0 захваљујући голу Јаника Ђала. .
На стадиону су се одржавала такмичења у рвању (29. марта 2015. године стадион је био домаћин ВВЕ ВрестлеМаниа 31), утакмице стадиона Националне хокејашке лиге, игре универзитетских фудбалских тимова. А такође и фудбалске утакмице Америчког купа 2016. одигране су на стадиону Ливајс.

## КОНКАКАФ златни куп
Током КОНКАКАФ златног купа 2017. овај стадион је био један од стадиона на којима се играју фудбалске утакмице.  Финале купа се играло на овом стадиону.
| № | Датум         | Репрезентације             | Резултат | Златни куп | Гледалаца |
| - | ------------- | -------------------------- | -------- | ---------- | --------- |
| 1 | 26. јул 2017. | Сједињене Државе – Јамајка | 2:1      | Финале     | 63.032    |

### Копа Америка Сентенарио
| № | Датум         | Репрезентације               | Резултат | Турнир       | Гледалаца |
| - | ------------- | ---------------------------- | -------- | ------------ | --------- |
| 1 | 3. јун 2016.  | Сједињене Државе – Колумбија | 0:2      | Групна фаза  | 71.088    |
| 2 | 6. јун 2016.  | Аргентина – Чиле             | 2:1      | Групна фаза  | 72.864    |
| 3 | 13. јун 2016. | Уругвај – Јамајка            | 3:0      | Групна фаза  | 40.166    |
| 3 | 18. јун 2016. | Мексико – Чиле               | 0:7      | Четвртфинале | 72.864    |